# Il mucchio
Il mucchio è il quinto album di Biagio Antonacci, uscito il 16 settembre 1996 su etichetta Mercury. Si tratta di un disco molto importante per Antonacci, dal momento che per la prima volta il cantautore è presente anche nelle vesti di arrangiatore e produttore, al fianco di Fabio Coppini e Stefano De Maio.
Il singolo di lancio è la canzone che apre l'album, Se è vero che ci sei. Con Antonacci al pianoforte e Mel Gaynor dei Simple Minds alla batteria, il pezzo diventa un classico di Biagio e ne verranno incise versioni in francese e inglese, in cui il cantautore duetta con la cantante e modella Viktor Lazlo. Ma le collaborazioni di prestigio non finiscono qui, dal momento che Happy Family è scritta a quattro mani con l'amico Luca Carboni. Il disco contiene inoltre altri brani "storici" dell'artista milanese come Così presto No, In una stanza quasi rosa, reinterpretata dieci anni dopo da Laura Pausini nel suo disco di cover Io canto, e Non parli mai. Biagio torna al pianoforte in Dove il cielo è più sereno, la canzone che chiude l'album dedicata ad un amico scomparso.

## Tracce
Testi e musiche sono di Biagio Antonacci eccetto "Happy family" di Luca Carboni e Biagio Antonacci.
1. Se è vero che ci sei - (4:36)
2. Rumori - (0:45)
3. Il mucchio - (3:43)
4. Così presto no - (4:44)
5. Lasciami andare via - (4:41)
6. In una stanza quasi rosa - (4:49)
7. Happy family - (3:43)
8. Non parli mai - (3:57)
9. Potere - (3:48)
10. Pago il conto - (4:43)
11. Giocare - (3:48)
12. Dove il cielo è più sereno - (5:24)

## Formazione
- Biagio Antonacci - voce e pianoforte
- Paolo Costa - basso
- Mel Gaynor - batteria
- Fabio Coppini - tastiera, pianoforte e Fender Rhodes
- Massimo Varini - chitarra acustica ed elettrica
- Paolo Giordano - slide guitar
- Lele Leonardi - chitarra acustica
- Alberto Stagnoli - violino

## Classifiche
| Classifica (1996) | Posizione massima |
| ----------------- | ----------------- |
| Europa            | 39                |
| Italia            | 4                 |

### Classifiche di fine anno
| Classifica (1996) | Posizione |
| ----------------- | --------- |
| Italia            | 26        |